# المرأة في أوقيانوسيا

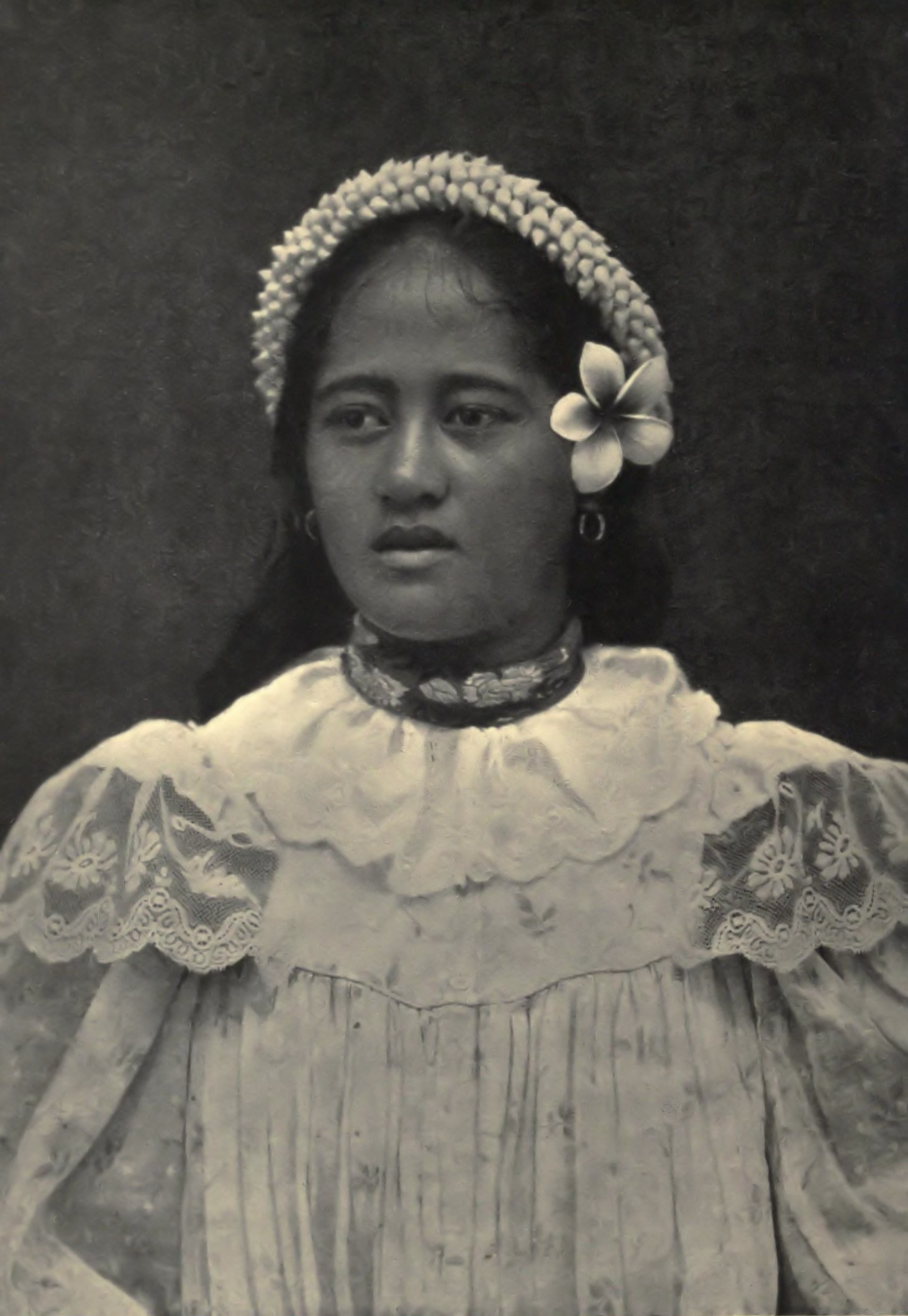

النساء في أوقيانوسيا هم الذين ولدوا في تلك المنطقة الذين يعيشون في، أو هي من أوقيانوسيا. ويختلف تمكين المرأة في أوقيانوسيا بتطور الثقافة والتاريخ وتتزامن مع تاريخ أوقيانوسيا نفسها. وتشمل النساء من أوقيانوسيا النساء الذين هم من الدول ذات السيادة في المنطقة، مثل النساء من أستراليا وتيمور الشرقية، وفيجي، وإندونيسيا، وكيريباتي وجزر مارشال، ولايات ميكرونيزيا الموحدة، وناورو، ونيوزيلندا، وبالاو، وبابوا غينيا الجديدة وساموا وجزر سليمان، تونغا، توفالو، وفانواتو.
النساء أوقيانوسيا أخرى قد تأتي من تبعيات والأقاليم مثل تلك من أستراليا وتشيلي وفرنسا ونيوزيلندا والمملكة المتحدة، والولايات المتحدة. وتشمل النساء من الأراضي الخارجية تعتمد أستراليا النساء من جزيرة كريسماس، جزر كوكوس (كيلينغ) جزر، وجزيرة نورفولك. وتشمل النساء من أراضي المقاطعة في الخارج شيلي النساء من جزيرة الفصح. وتشمل النساء من أراضي ما وراء البحار الفرنسية بولينيزيا الفرنسية، كاليدونيا الجديدة، واليس وفوتونا. وتشمل النساء من الأقاليم التابعة نيوزيلندا النساء من جزر كوك، نيوي وتوكيلاو. وتشمل النساء من أراضي ما وراء البحار الخارجية للمملكة المتحدة النساء من جزر بيتكيرن. وتشمل النساء من تبعيات الولايات المتحدة النساء من ساموا الأمريكية وغوام وهاواي وجزر ماريانا الشمالية.